# Guido Castilla Hernández
Guido Castilla Hernández (Cauquenes, 23 de noviembre de 1937 - 4 de marzo de 1984) fue un profesor y político chileno del Partido Demócrata Cristiano.

## Biografía
Nació el 23 de noviembre de 1937 en Cauquenes. Hijo de Manuel Gustavo Castilla y de Luisa Aurelia Hernández. Falleció el 4 de marzo de 1984.
Casado con María Julia Peña Díaz y en segundo matrimonio con Lilian del Carmen Pradenas Morán. 
Realizó sus estudios en el Liceo de Hombres de Linares y los continuó en la Universidad Técnica del Estado donde se tituló de profesor de Historia y Ciencias Económicas.
En el ámbito profesional, trabajó como profesor en la Escuela de San Miguel y en 1958 en el Liceo Nocturno de Linares.

### Vida pública
Inició sus actividades políticas al integrarse al Partido Demócrata Cristiano en 1958 donde ocupó los cargos de presidente provincial de la Juventud en Linares ese mismo año. También fue secretario general en 1960.
Durante su época de universitario fue elegido presidente de la Federación de Estudiantes de la Universidad Técnica del Estado entre 1960 y 1962 y más adelante, presidente de la Unión de Federaciones de Estudiantes Universitarios entre 1962 y 1963.
Viajó a Europa al Congreso Mundial Universitario en Holanda en representación de Chile.
En las elecciones parlamentarias de 1965 fue elegido diputado por la 14.ª Agrupación Departamental de Linares, Loncomilla y Parral. Integró las Comisiones de Educación Pública; de Gobierno Interior; de Constitución, Legislación y Justicia; de Agricultura y Colonización; de Hacienda; de Minería; y de Salud. Además, fue miembro de la Comisión Especial de la Vivienda y Especial Vinícola en 1965 y fue parte de la Comisión Especial Investigadora de Madeco (1965-1967 y 1969).
En las elecciones parlamentarias de 1969 fue reelecto por la misma Agrupación Departamental. Se incorporó a la Comisión Investigadora de actos de violencia en contra de campesinos y funcionarios de CORA e INDAP (1969 y 1970). También fue miembro suplente del Comité Parlamentario Demócrata Cristiano entre 1969 y 1971.
En las elecciones parlamentarias de 1973 fue reelecto por la misma Agrupación Departamental. Perteneció a la Comisión de Gobierno Interior. Vio interrumpida su labor parlamentaria debido al golpe de Estado  de 1973, tras el cual se declaró disuelto el Congreso Nacional.

## Historial electoral

### Elecciones parlamentarias de 1973
- Elecciones parlamentarias de 1973 para la Provincia de Linares[1]